# Domovoï

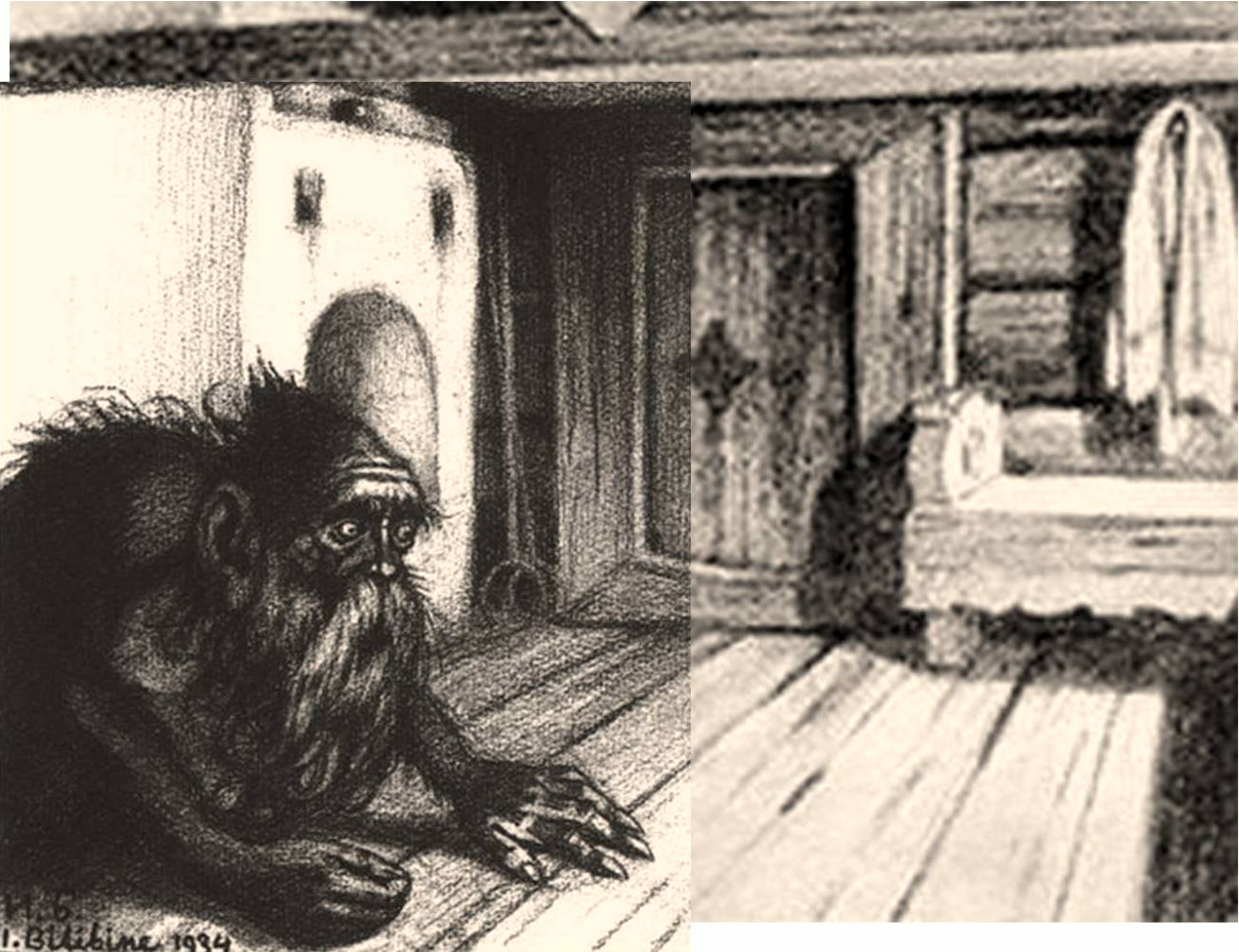
Domovoï

Le domovik ou domovoy (en russe : домово́й, dérivé du mot dom [дом], maison ; au pluriel : domoviye ou domovye) est un esprit protecteur du foyer et de la famille, ressortant de la « petite mythologie » chez les Slaves. Avec la christianisation il est devenu un personnage des contes populaires russes.

## Origine
Génie familier de la maison, Domovoï est originellement celui du feu du foyer. Il se fonde sur l'usage de déposer dans la nouvelle maison un feu pris dans la précédente et sur celui d'offrir au domovój un pot de gruau recouvert de braises le 28 janvier. Le domovój s'apparente donc au Lār romain. 
Dit « maître de la maison », son origine ignée a laissé plusieurs traces dans les contes qui l'évoquent : il craint le froid et sa place favorite est derrière le poêle. Il est représenté par un pot de braises quand on déménage. Si l'on omet de l'inviter à rejoindre la nouvelle maison, il peut incendier celle-ci. 
Comme d'autres génies du feu domestique, c'est également un génie du lignage. Il s'identifie à l'ancêtre fondateur de la lignée, celui qui le premier s'est installé dans la maison, qui en a fondé le foyer.

## Description et traditions
Petit, poilu et barbu, il vit derrière le four. L'une des exigences du paganisme slave était de laisser chaque soir près du four des morceaux de nourriture pour le domovoï, de même que de l'inviter à suivre la famille lorsque celle-ci changeait d'habitat. À la veille du déménagement, accompagné d'une invocation rituelle, on glissait dans un recoin de la cuisine des souliers plats, traditionnellement tissés d’écorce de bouleau, pour que le domovoï s’y glisse et de cette manière l’emmener au nouveau foyer. Dans certains contes russes, le domovoï a une compagne, qui lui est semblable et qui vit dans le grenier.
Les domoviye sont (dit-on[Qui ?]) attristés par la disparition de la foi humaine et par la perte des traditions populaires dans les foyers. C'est un nocturne, ses pupilles rouges transforment en clarté les lueurs de la pénombre[réf. nécessaire]. Il dort le jour et se lève le soir pour manger et travailler. Habituellement bienveillant, chaleureux et amical, c'est le premier esprit ami de l’homme. Il se nourrit des passions humaines que sont l’amour, la sécurité et le respect des anciens.
La plupart des rencontres avec le domovoï ont lieu la nuit lorsqu’il « étouffe » les personnes qui dorment, non pas pour les agresser mais pour prévenir qu’un danger menace la maison ou la famille. Si la famille ne tient pas compte de ses avertissements, le domovoï peut devenir violent et faire du vacarme en lançant des objets dans la maison ou en blessant les chevaux ou le bétail[réf. souhaitée].
Il est possible que la croyance slave aux domoviye se soit perpétuée également chez les Serbes, dont chaque famille possède aujourd'hui un saint protecteur et auquel était consacrée annuellement une journée de festivités (voir la Slava). Cette tradition semble avoir comblé le vide laissé par la disparition des domoviye lors du passage des Serbes au christianisme au VIIIe siècle.

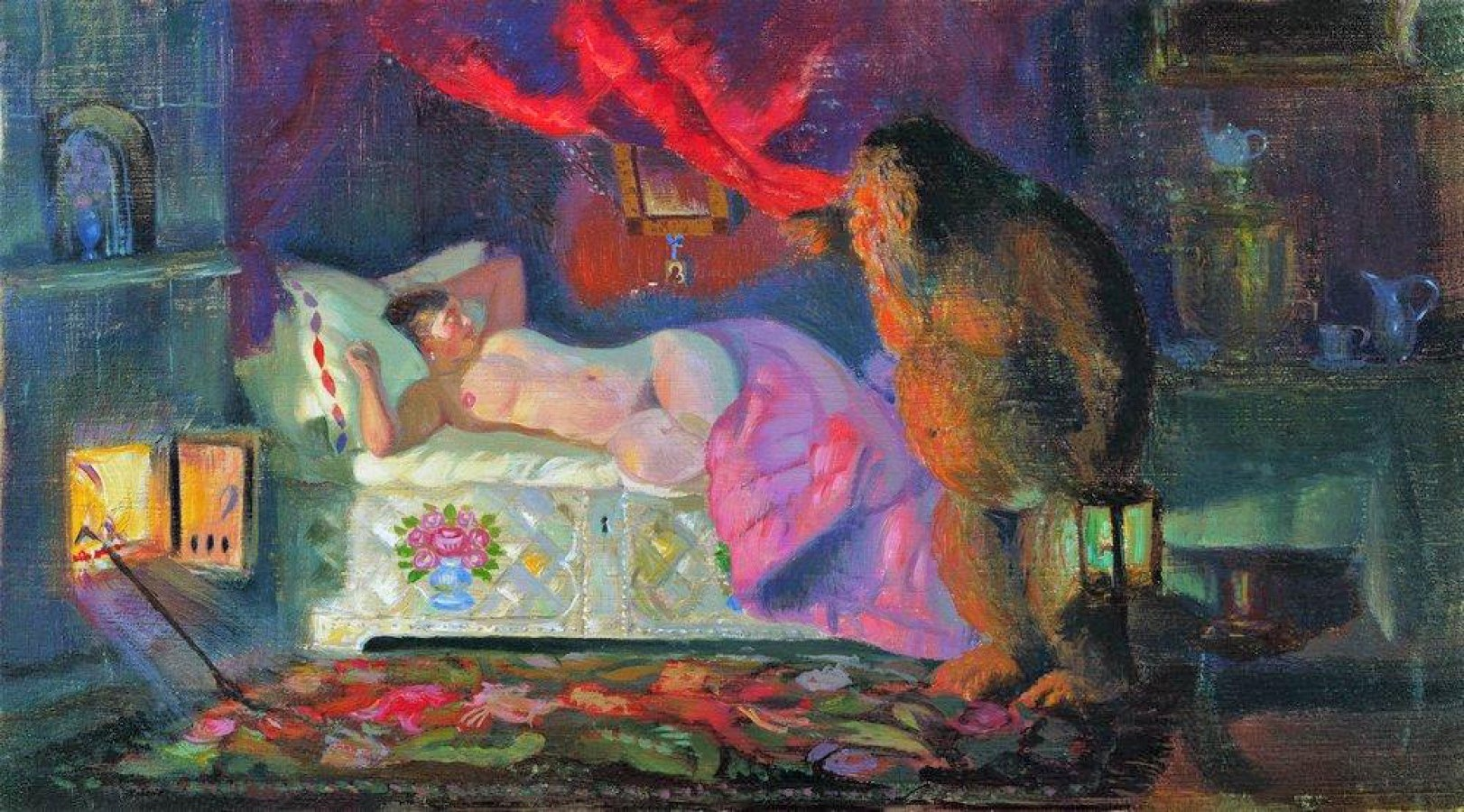
La Femme du marchand et le domovoï, par Boris Koustodiev (1922).

Le domovoï est parfois appelé jikhar' (жихарь). Selon l'Encyclopédie Brockhaus et Efron, dans le nord du gouvernement d'Olonets on appelle Jikhar'ko un esprit du foyer. Il est de petite taille, ébouriffé, porte une grande barbe, et est bienveillant quoique farceur. Toutefois le jikhar' vole parfois les enfants, et le baïennyï jikhar’ (баенный жихарь) est un esprit méchant qui réside dans les bains.